# .do
.doは、NIC.DOによって管理されているドミニカ共和国の国別コードトップレベルドメイン。
このドメインは以下の第2ドメインの後ろにある第3ドメインのところに管理される。
- edu.do: 学術機関
- gob.do / gov.do: 政府機関
- com.do: 商業団体
- sld.do: 保健施設
- org.do: 非政府組織
- net.do: インターネットプロバイダー
- web.do: ウェブ開発・ウェブサービス
- mil.do: 軍事機関
- art.do: 美術機関